# La Bataille de Bloody Beach
Pour plus de détails, voir Fiche technique et Distribution.
La Bataille de Bloody Beach (Battle at Bloody Beach) est un film américain réalisé par Herbert Coleman, sorti en 1961.

## Synopsis
Pendant la Guerre du Pacifique, Craig Benson est un Américain qui aide la guérilla philippine dans sa lutte contre l'invasion japonaise. Il cherche aussi à faire évacuer les civils, et il voudrait surtout retrouver sa femme Ruth, de qui il a été séparé lorsque les Japonais ont attaqué Manille. Avec l'aide de Marty Sackler, un Marine opérateur radio, il entre en contact avec le chef de la guérilla, Julio Fontana, qui accepte de rassembler les Américains qui se cachent dans les collines en échange de munitions. Benson découvre alors que sa femme croyait qu'il avait été tué et qu'elle est désormais la maîtresse de Fontana.
Benson et Fontana organisent un rassemblement de civils sur la plage, d'où ils doivent être embarqués dans un sous-marin. Les Japonais les attaquent, Marty est tué, mais Benson arrive à prendre les attaquants à revers avec un petit groupe de guérilleros. Lorsque le sous-marin arrive, Ruth décide de quitter Fontana pour rester avec son mari.

## Fiche technique
- Titre original : Battle at Bloody Beach
- Titre français : La Bataille de Bloody Beach
- Réalisation : Herbert Coleman
- Scénario : Richard Maibaum et Willard W. Willingham, d'après une histoire originale de Willard W. Willingham
- Direction artistique : John Mansbridge
- Décors : Harry Reif
- Costumes : Robert Olivas
- Photographie : Kenneth Peach (en)
- Son : Frank McWhorter et Jack Solomon
- Montage : Jodie Copelan
- Musique : Henry Vars
- Production : Richard Maibaum
- Société de production : Associated Producers
- Société de distribution : 20th Century Fox
- Pays d'origine :  États-Unis
- Langue originale : anglais
- Format : noir et blanc — 35 mm — 2,35:1 (CinemaScope) — son Mono
- Genre : Film de guerre
- Durée : 80 minutes
- Dates de sortie :
  -  États-Unis : 7 juin 1961
  -  France : 7 octobre 1964
- Affiche : Boris Grinsson (France)

## Distribution
- Audie Murphy : Craig Benson
- Gary Crosby : Marty Sackler
- Dolores Michaels : Ruth Benson
- Alejandro Rey : Julio Fontana
- Marjorie Stapp : Caroline Pelham
- Barry Atwater (en) : Pelham
- E.J. André : Docteur Van Bart
- Dale Ishimoto (en) : Blanco
- Lillian Bronson : Delia Ellis
- Míriam Colón : Nahni
- Pilar Seurat (en) : Camota
- William Mims (en) : M'Keever
- Ivan Dixon : Tiger Blair
- Sara Anderson : Mme Thompson
- Kevin Brodie (en) : Timmy Thompson
- Lloyd Kino : Le lieutenant japonais